# Marchagaz
Marchagaz – gmina w Hiszpanii, w prowincji Cáceres, w Estramadurze, o powierzchni 9,47 km². W 2011 roku gmina liczyła 238 mieszkańców.